# Eunice Norton
Pour les articles homonymes, voir Norton.
Eunice Norton (30 juin 1908 - 9 décembre 2005) est une pianiste classique américaine.